# Heribert Schneller
Heribert Schneller (* 15. März 1901 in Straubing; † 10. Januar 1967) war ein deutscher Astronom.

## Leben
Heribert Schneller wurde am 15. März 1901 im niederbayerischen Straubing geboren. Nach der Schule begann er, an der Ludwig-Maximilians-Universität München Astronomie zu studieren, und wechselte im Herbstsemester 1924 an die Humboldt-Universität zu Berlin. Ab Herbst 1926 arbeitete er an der Sternwarte Berlin-Babelsberg, 1930 wurde er bei Paul Guthnick mit der Arbeit „Untersuchungen über kurzbrennweitige photographische Objektive und deren Verwendung bei der Beobachtung veränderlicher Sterne“ promoviert.
Ab 1935 war er Assistent an der Sternwarte, 1943 wurde er zum Oberassistenten befördert.
Nach dem Zweiten Weltkrieg war er von 1947 bis 1949 Observator an der Sternwarte Sonneberg, einer Außenstelle der nach Kriegsende als Reparation demontierten Babelsberger Sternwarte, und ging dann an das astrophysikalische Observatorium Potsdam. 1952 erhielt er einen Lehrauftrag an der Humboldt-Universität, wo er 1954 zum gehobenen wissenschaftlichen Mitarbeiter ernannt wurde.
Am 1. April 1966 trat Schneller in den Ruhestand und starb am 10. Januar 1967 infolge eines Schlaganfalls.
Für die Jahre 1937 bis 1943 Zeit war er im Auftrag der Astronomischen Gesellschaft für Erstellung der Reihe „Katalog und Ephemeriden veränderlicher Sterne“ tätig, eine Aufgabe, mit der zuvor Richard Prager betraut war, ein jüdischer Astronom, der 1935 von den Nationalsozialisten mit Arbeitsverbot belegt und 1938 verhaftet worden war, aber Deutschland noch verlassen konnte. In einer Vorbemerkung zum 1936 erschienenen Katalog für 1937 schrieb Guthnick: „Der langjährige bisherige Bearbeiter des Kataloges und der Ephemeriden veränderlicher Sterne, Professor Dr. R. Prager, ist aus dem Verband der Sternwarte ausgeschieden und konnte daher die Bearbeitung nicht fortführen. Die Sternwarte wird ihm für seine unermüdliche, mit der größten Gewissenhaftigkeit und anerkannter Sachkunde ausgeübte Tätigkeit stets ein dankbares Andenken bewahren. Ich spreche an dieser Stelle die Bitte aus, auch auf den gegenwärtigen Bearbeiter des Kataloges und der Ephemeriden, Dr. H. Schneller, das Professor Prager stets bewiesene Entgegenkommen zu übertragen.“
Am 1. Mai 1937 trat Schneller in die NSDAP ein.
Von 1937 bis 1943 war er Mitherausgeber der Zeitschrift „Die Sterne“.
Nach dem Krieg hatte Schneller eine weitere Arbeit von Richard Prager, der 1945 in New York verstorbenen war, fortgeführt, nämlich die Reihe „Geschichte und Literatur des Lichtwechsels der veränderlichen Sterne“, deren ersten beiden Bände 1934 (Sternbilder Andromeda-Crux) und 1936 (Sternbilder Cygnus-Ophiuchus) erschienen waren. 1952 stellte Schneller den dritten Band (Sternbilder Orion-Vulpecula) fertig und in den folgenden Jahren verfasste er noch weitere Ergänzungsbände. Von 1964 bis 1967 war er Mitglied der IAU-Kommission 42 „Nahe Doppelsterne“.
Schneller hat sich hauptsächlich für veränderliche Sterne interessiert und darüber publiziert.
Zu den von ihm untersuchten Veränderlichen gehören Y Lacertae, Zeta Aurigae Omikron Herculis Alpha Ursae Minoris (Polarstern), SZ Lyncis und viele andere.

## Ehrungen
- Der 1931 entdeckte Asteroid (1782) Schneller ist nach Heribert Schneller benannt.[15][16]
- Im Jahre 1970 benannte die Internationale Astronomische Union den Krater Schneller offiziell nach Heribert Schneller.[17]